# Xã Leven, Quận Pope, Minnesota
Xã Leven (tiếng Anh: Leven Township) là một xã thuộc quận Pope, tiểu bang Minnesota, Hoa Kỳ. Năm 2010, dân số của xã này là 499 người.